# 高峪镇
高峪镇，是中华人民共和国山東省济宁市泗水县下辖的一个乡镇级行政单位。

## 行政区划
高峪镇下辖以下地区：
高峪村、崔家庄村、亮庄村、西余粮村、北剩粮村、北白石村、南白石村、寺台村、流虹庄村、官庄村、贺庄村、却庄村、北丑村、东丑村、西丑村、南丑村、马庄村、于家馆村、前侯家庄村、后侯家庄村、刘家洼村、马家峪村、杨家桥村、尹家楼村、长青庄村、尧山村、西头村、土门庄村、尧前庄村、莲花峪村和上下峪村。